# 수바우키군

포들라스키에주 지도에 표시된 수바우키군의 위치

수바우키군(폴란드어: powiat suwalski)은 폴란드 포들라스키에주에 위치한 군으로 면적은 1,307.31km2, 인구는 35,689명(2019년 기준), 인구 밀도는 27명/km2이다. 군청 소재지는 수바우키이지만 수바우키군에 속하지 않고 별도의 도시군으로 존재한다.
동쪽으로는 세이니군, 남쪽으로는 아우구스투프군, 남서쪽으로는 바르미아마주리주 에우크군, 서쪽으로는 바르미아마주리주 올레츠코군, 고우다프군과 접한다. 9개 지방 자치체(9개 농촌)를 관할한다.

군기
군 문장